# Centr
Centr (in russo Центр?) è stato un gruppo musicale russo formatosi nel 2004 e scioltosi nel 2016.

## Storia del gruppo
Originario di Mosca, il gruppo ha vinto l'MTV Russia Music Award al miglior hip hop per Gorod dorog, una collaborazione con Basta inclusa nell'album in studio di debutto Kačeli, nella cerimonia del 2008. Sempre nello stesso anno è stato messo in commercio il disco successivo Efir v norme.
Legendy Pro...Centr, un progetto collaborativo inciso con i Legendy Pro, si è classificato al 3º posto nella Rossija Top 25 Al'bomy. Nel 2016 hanno annunciato il proprio scoglimento, pubblicando il singolo Daleko, candidato sia per un Premija RU.TV che per un premio Muz-TV.

## Formazione
- Princip – voce (2004-2005)
- Guf – voce (2004-2009; 2014-2016)
- Slim – voce (2006-2013; 2014-2016)
- Ptacha – voce (2005-2013; 2014-2016)

## Discografia

### Album in studio
- 2007 – Kačeli
- 2008 – Efir v norme
- 2011 – Legendy Pro...Centr (con i Legendy Pro)
- 2016 – Sistema

### Album video
- 2009 – Efir v norme
- 2010 – Videoklipy

### Raccolte
- 2010 – Polnoe sobranie trekov
- 2010 – Lučšie pesni
- 2024 – The Best

### Singoli
- 2012 – Sobaki Pavlova
- 2014 – Viraži
- 2015 – Gudini (con i Kaspijskij gruz)
- 2016 – Daleko (con gli A-Studio)